# Giunone e il pavone
Giunone e il pavone (Juno and the Paycock) è un film del 1929 diretto da Alfred Hitchcock e tratto dall'omonimo dramma di Seán O'Casey.

## Trama
Irlanda, Dublino. Periodo della lotta per l'indipendenza.
Protagonista è la famiglia Boyle, molto povera.
L'ambientazione è tutta in luogo chiuso, casa del pavone; il capofamiglia, che si fa chiamare anche capitano,  pur non essendo mai stato su una nave, è in realtà disoccupato e fanfarone (da qui il soprannome). Giunone, la moglie, è una donna giunonica ed autoritaria, ma sensata e con i piedi per terra a differenza del marito; poi c'è Johnny, che ha perso un braccio in guerra per la patria, e Mary, la giovane e graziosa figlia minore. La storia si svolge attorno alle questioni che solleva il mancato ottenimento di un'eredità.
Un avvocato Charlie Bentham avverte la famiglia di un'imminente eredità, ma mentre la moglie è cauta e diffidente il marito si comporta come se avesse già a disposizione questa ricchezza, fa acquisti dispendiosi, abbandona l'amico Joxer con cui trascorreva lunghe giornate al pub.
L'eredità non esiste e la figlia si ritrova incinta dell'avvocato che l'abbandona. Il figlio Johnny è accusato di essere una spia e sarà ucciso. I Boyle si ritrovano in completa rovina e devono lasciare anche la misera abitazione.

## Soggetto
John Maxwell, il produttore della British International Pictures, incarica Hitchcock, dopo il grande successo di Blackmail, di portare sullo schermo il dramma omonimo di Sean O' Casey, rappresentato all'Abbey Theatre di Dublino e accolto da un pubblico entusiasta. Saranno utilizzati gli stessi attori che avevano recitato in teatro.

## Produzione
Nell'inverno 1929-1930 Hitchcock insieme alla moglie Alma Reville prepara la sceneggiatura. Porta a termine  le riprese negli studi di Elstree. La prima a Londra si ebbe il 22 settembre 1930.

## Critica
Il film fu recensito molto positivamente. Qualche giornale parlò di un "quasi capolavoro" e furono molto lodati sia la regia sia la recitazione impeccabile degli attori. 
Hitchcock invece dichiara addirittura di "aver provato vergogna" perché malgrado considerasse la "commedia stupenda" e gli piacesse la "mescolanza di umorismo e tragedia", non era riuscito a "trasporla in forma cinematografica": si era limitato, a suo dire, a filmare il teatro.
Rohmer pur condividendo con Hitchcock che "l'immagine non risulta di grande interesse" ritiene che "il sonoro sia particolarmente curato: lo scricchiolio dei passi sul pavimento di legno, un uso intensivo e grottesco dell'accento, oltre a una breve raffica di mitragliatrice che fa sobbalzare lo spettatore assopito sulla poltrona".
Giorgio Simonelli si scosta dal giudizio eccessivamente negativo dato dal regista a se stesso e nota che nella prima parte del film cerca "di uscire dall'unità di luogo con l'aggiunta di una scena piuttosto movimentata in un pub" e più avanti "ricerca modalità originali attraverso cui rendere cinematografico il testo" con "un susseguirsi di piani diversi di una stessa inquadratura" tecnica che userà in modo mirabile in un film della sua maturità come Nodo alla gola.